# Jean Augustine
Pour les articles homonymes, voir Augustine.
Jean Augustine, née Simon le 9 septembre 1937 à Saint-Georges (Grenade), Elle est la première femme noire députée fédérale canadienne et ministre de la couronne.
De 1993 à 2006, elle était députée libérale d'Etobicoke—Lakeshore à Toronto. De 1992 à 1996, elle était Secrétaire parlementaire auprès du premier ministre. Elle a joué un rôle majeur dans la reconnaissance du mois de février en tant que mois de l'histoire des noirs au Canada en portant au parlement une motion qui fût adoptée à l'unanimité en 1995.
De 2002 à 2004, elle occupait la fonction de ministre d'Etat au multiculturalisme et du statut des Femmes au sein du Cabinet du Canada.Elle se retire de la politique en Novembre 2005.
De 2007 à 2015, elle est première commissaire à l'équité de l'Ontario. À la suite de son retrait de la politique, elle devient mécène pour plusieurs organisations à but non lucratif au Canada.

## Biographie

### Jeunesse
Née dans les Caraïbes en Grenade en 1937, elle est la fille d'Olive et Ossie Simon, mais elle perd son père, Ossie, jeune et est élevée par sa grand-mère. Elle réussit brillamment ses études et devient professeure.
En 1960, elle émigre au Canada grâce au programme "West Indian Domestic Scheme".

### Carrière professionnelle et politique
Elle s'est fortement impliquée dans la communauté caribéenne de Toronto, participant notamment au premier comité d'organisation du Festival Caribana. Augustine s'est également engagée dans de nombreuses institutions pour l'éducation et la justice sociale dont la "National Black Coalition of Canada", la "Urban Alliance on Race Relations (UARR)", le conseil d'administration de l'université de York, le conseil d'administration de The Hospital for Sick Children, le comité de direction du Centre de toxicomanie et de santé mentale, le conseil d'administration du Centre Harbourfront, la présidence de l'autorité du logement de Toronto et le congrès des femmes noires du Canada.
Après l'élection fédérale canadienne de 1993, elle est devenue la première femme noire à être élue à la Chambre des communes du Canada et la première femme noire à faire partie du cabinet fédéral.
En 1995, elle présente une motion pour faire commémorer le mois de l'histoire des Noirs au Canada. La motion est votée. En 2002, Jean Chrétien la nomme secrétaire d'État sur le multiculturalisme et le statut de la femme. Elle démissionne de son poste en 2005, pour laisser place au nouveau député Michael Ignatieff.

## Honneurs
- Prix de distinction féminine du YMCA
- Prix Kaye Livingstone
- Prix Reconnaissance Rubena Willis
- Prix Onyx du Club Lions de Toronto
- Prix Viola-Desmond, 2021[2]
- Commandeur de l'ordre de l'Empire britannique